# 觸身出局

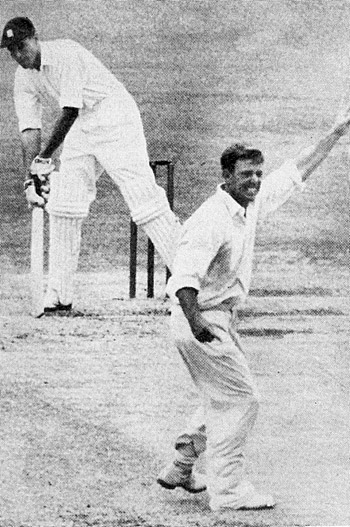
图为1954-1955年“骨灰”杯系列对抗赛的第一次交手中，瑞·林德沃尔诱彼得·梅腿截球出局.

在板球运动中，触身出局 (leg before wicket, LBW），或所谓腿截球，是一种击球员的出局方式。在一系列复杂情况下，但主要是板球如果不受阻挡就会击中三柱门时，却击中击球员的身体（主要是腿），裁判将判这名击球员因触身出局。制定触身出局的规则是为了防止击球员不用自己的球拍守护三柱门，而是用自己的身体防止自己不被投杀。
触身出局通常被认为是运动中最复杂的规则。
虽然触身出局，英文是leg before wicket，也就是用腿阻挡门，但使用“腿”这个字，不表示只有被球击中腿才算数，此规则也适用于球击中击球手身体的任何部位，除了握住球拍的手上戴手套的部分（它被视为球拍的一部分）。

## 起源
触身出局未列入 1744年版的板球规则。它首次在1774年的版本出现：上面写道，或者如果击球员把腿置于三柱门之前，有用腿拦截球的意图时击球员出局… …  
而触身出局是因为击球手故意使用的双腿和脚阻止球击中三柱门，早期作家如约翰·奈仁 John Nyren写道汤姆   seem to have placed most of the blame for this deliberate act on Tom Taylor and Joey Ring.·泰勒（Tom Taylor）和乔伊·瑞恩（Joey Ring）多在此方面的起冲突。但是，他们的职业生涯开始于1774年后，就像阿瑟·海加思（Arthur Haygarth）指出的那样，它是"现在不可能用这些规则来协调过去的冲突"。
触身出局在过去的这些年并不是很多。1795年 8 月在茅斯·赫斯丁举行的萨里对英格兰的比赛中，约翰·塔夫顿被在匹配被约翰·威尔因触身出局罚出局。根据海加思的描述：在这场比赛中第一次发现"触身出局"。在此之前，此类行为都被归为击杀（投杀）。

## 简述
规则的主旨可简述为：
如果球因打中击球手（不算球拍或身体的持球部分） 而没进三柱门，击球手将因触身出局而被罚下，有以下情形者除外：
- (1) 球落在腿侧（leg side）
- (2) 球在三柱门中最靠近此场地的一柱off stump之外击中击球手并且裁判认定他试图击球。

注意：球落在腿侧时，必须有 50%或更多的球落在三柱门的右柱(靠击球员的一根立柱)之外。此外，当球击到击球手后落在三柱门中最靠近此场地的一柱外时，球至少要落在线外一半或更多。
尽管它具有一定的复杂性，但触身出局继接杀（caught）和投杀（bowled）之后，位居出局原因第三名。

## 触身出局（LBW）的具体条件
构成触身出局有如下条件:

"门到门"区域中，对触身出局至关重要的被标记为蓝色。右手击球的击球手（站在图示的三根木桩前）右图中的蓝色区域是从他的腿侧起至离边线最近的球柱左侧的边缘残。对于一个左手击球的球员正好相反，他的腿侧是左侧的蓝色区域直至离他最远球柱的边线。.

1. 投出的球必须符合规则：即投球必须非废球（no ball）。
2. 投出的球必须不是投在背面区：球必须投在连接两座三柱门之间假想区域、击球员的正面区，或是未经反弹直接为击球员身体所命中。所以，投在背面侧的球，不能够算是触身出局。而为求作出正确判决，会假想一条连结门柱并和球道平行的辅助线。
3. 投出的球必须未和球拍接触：如果击球员首次触球是经过球拍击打，则他不能被判触身出局。
4. 投出的球必须击中击球员身体的某一部分：如果球击中身体的任何部分，这将是可能的触身出局（即：并非必须击中腿）。只有一个例外，即与球拍接触的手或所戴手套，他们被视作球拍的一部分。
5. 投出的球必须是在区域线内被打者碰到：即球必须正好在击球者正面的区域线内（不在背面）与击球员碰触，但可以在任何高度击中，即无论是高于还是低于三柱门。其中一个重要的例外是，假如球的接触发生在正面区，而击球员做出尝试作出挥击的动作，将不能被判其出局；如果接触发生在连接两座三柱门之间假想区域上，是否作出挥击则与判出局无关。
6. 投出的球必须有击中三柱门之可能：也就是球的运行线路显示即使击球员不存在，球将不会击中三柱门，而击球员不能被判触身出局。

有三条规则用以解释这些条件：只有球被身体“首次相互接触”才可以被考虑；与“击球后反弹”的情形则未必相关；而“正面区”与“背面区”的划分则由裁判根据击球员在“球投出时”的站立位置而定。
最后一个条件（球将有击中三柱门的可能）包含了裁判对击球员是否尝试击球的判断，这是用来防止击球员在面向区仅仅将球碰出，而使得对手没有将其接杀的机会。原本对付旋球派投球手的战术是在正面区用护腿垫挡住来球；但触身出局的规则意味着击球员必须把球板立在护腿垫旁，将侧击到球，使击球手被位于游击（slip）位置的守备员接杀。
触身出局的判决由投球员后方的裁判作出。如果防守方认为击球员应被判触身出局，他们必须请求裁判作出判决。
触身出局的所有条件评估必须在达到球员约半秒钟的时候发生。在板球规则的其他方面，击球手总是有质疑的权利，如果有一名裁判员不确定，指控无效。但在某些模棱两可的案例中，球员才向前迈出一步，球击中球员的腿，球可能也打中三柱门，但很难有裁判判击球手出局，球会在至三柱门约1.5-2 米处击中击球手的腿。
视频回放技术给触身出局的判定提供依据，通常，有些人抱怨一名裁判员错误地允许击球手继续比赛或无故罚下。因此视频回放技术使裁判能做出一个公正的裁决。大多数运动员和评论家承认这项技术，公认降低了裁判员误判的风险。
触身出局是裁判最难断定的一项决定，一不小心就会成为媒体谈论的对象。近年来，越来越多的压力和股权影响板球比赛，在金钱的资助下，更多的摄像机与仿真技术运用于板球比赛中，如鹰眼（Hawk-Eye），在不确定的情况下帮助裁判作出判决。目前触身出局判决权仍然只属于当场裁判。2005 年 9 月，国际板球理事会（International Cricket Council）(ICC) 授权试行使用电视重放来帮助裁判员进行判决（请参阅下面的外部链接）。
值得注意的是，如果球先击中护腿垫，后击中三柱门，该击球手出局。然而，如果击球手先用球拍击中球后，球又反弹至护腿垫，并不算违例，球可能以相对较低的速度反弹，外野手有可能捕捉而击杀。
球只打中击球手 (即未击中三柱门)，裁判是假定如果不是击球手的阻挡，是否会有进球的可能。裁判要预测轨迹，以防偏差。如果球已投出，就要看它的飞行轨迹。
有一个常见的误解就是，如果球落在靠腿一段的三柱门线外，击球手触身出局不出局。通常，这回判为不出局（第 36 法）。当前定义的无球 (法 24)，但有一个特殊情况并非如此。根据法律 24.6，球弹两次仍属合法进球。法 36.1(b) 指出在方球场内，或两方球门之间的触身出局，击球手不出局。更为重要的是，法律 36.1(b) 并没有对两次弹球作出具体的规定，如果球一次弹在线外，一次弹在线内，遇到这种情况该如何判决。因此即使这些反弹是端线外，两次反弹 (场) 的球可能会导致一个触身出局。到目前为止，没有球员因此在国际板球中被罚出局。

## 触身出局(N)
触身出局（LBW）是一个术语，用来描述马里板球俱乐部Marylebone Cricket Club (MCC) 在 1934 年 11月 21日对触身出局规则作出的改变。它在 1935 年生效于英国，但在澳大利亚由于高级机构的反对，它直到1936年/1937年的季节赛才开始生效，其实它曾在1935年/1936年澳大利亚俱乐部奥运会期间试用过。
更改包括：如果击球手在两方三柱门连线内的区域内触球，击球手被判触身出局出局。以前，的区域是投球手和击球员之间的区域才被罚下。
“触身出局（N）”一词指从 1935 年到 1937年由温斯Wisden出版的有关触身出局的新规则，不同于1935年前的规则。

### 触身出局（N）的背景
20 世纪 20 年代和 30 年代，在高级板球first-class cricket中，击球手多于投球手。在澳大利亚，20世纪20 年代得分创了1,107的新高，这是1926-1927年在墨尔本板球场（MCG）的新南威尔士对维多利亚的世界记录分数。在 1928 年，一场平价县级30轮球的比赛比901年多了27.5的得分。1929年为了增加得分改变了一些触身出局的限制，不过在1930年的对抗赛（Test matches）中只用了一会儿，便在1934年时摒弃了。
很明显，当局为了提高得分为击球手们例如赫伯特·克利夫（Herbert Sutcliffe）和菲尔·米德（Phil Mead）研制了更好的护膝，此举提高了得分也造成了很多平局的比赛。因此，防止使用护腿垫击球十分必要，不仅制止触身出局，而且摒弃了为奖励击倒外侧三柱门的投球手从而鼓励更多的内侧进攻。特别是 1934 年，大家普遍认为触身出局规则十分必要出台。有些人像哈罗德·拉伍德（Harold Larwood）提议当击球手和球同时在三柱门界限外时触球也属于触身出局—这自1970年开始有所实施。

## 外部资源
- Kelso, Paul (September 2, 2005). Umpires to get video help on lbw decisions （页面存档备份，存于）. The Guardian. Retrieved September 5, 2005.
- Very clear semi-animated explanation by the BBC （页面存档备份，存于）